# Mons Dilip

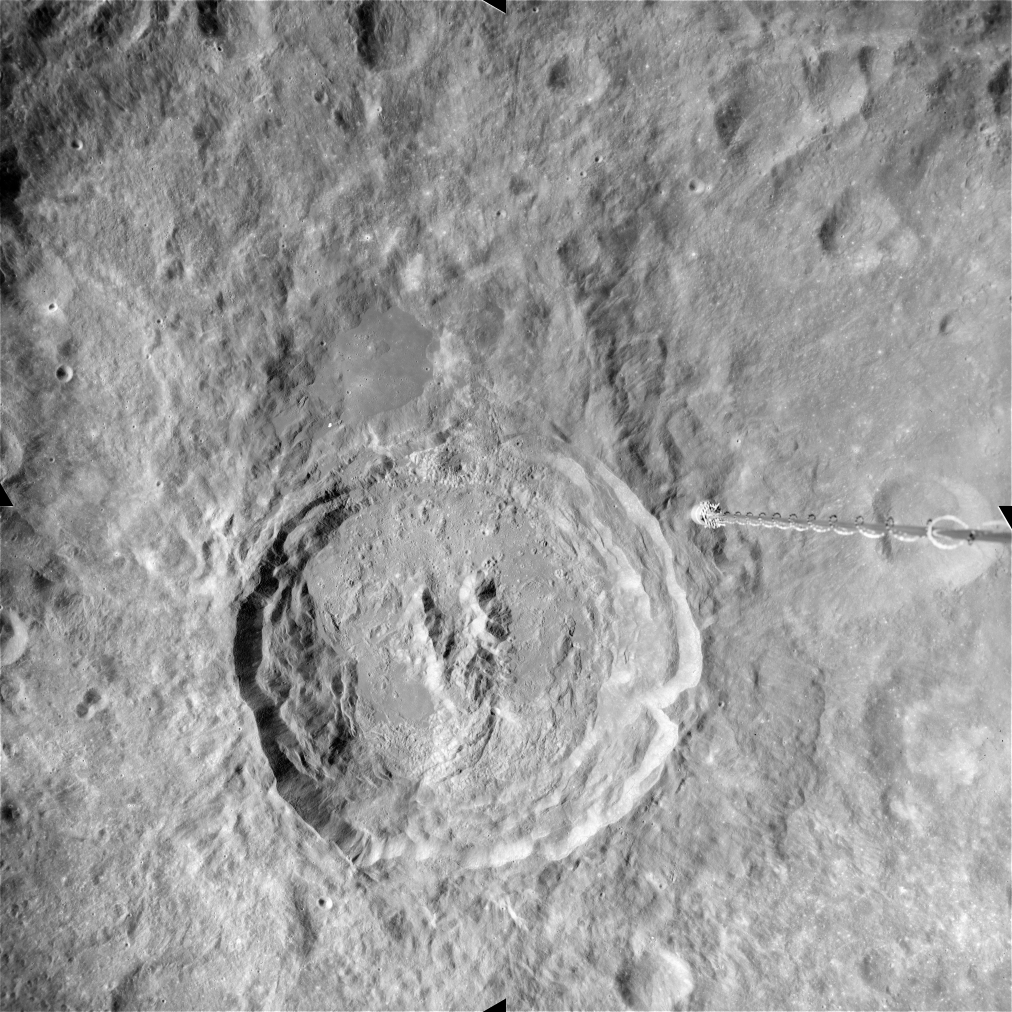
Kráter King. Hora Mons Dilip se nachází SV od centrálního masivu.

Mons Dilip je malá hora nacházející se uvnitř kráteru King (společně s dalšími vrcholy Mons André, Mons Ardeshir, Mons Dieter, Mons Ganau) na odvrácené straně Měsíce. Průměr základny je cca 1,4 km, střední selenografické souřadnice jsou 5,6° S, 120,9° V, pojmenována je podle indického mužského jména Dilip.